# Elishay Kadir
Elishay Kadir (in ebraico אלישי כדיר‎?; Ramat Gan, 4 novembre 1987) è un cestista israeliano.

## Carriera
Con Israele ha disputato quattro edizioni dei Campionati europei (2011, 2013, 2015, 2017).

## Palmarès

### Squadra
- Campionato israeliano: 1

Hapoel Gilboa Galil Elyon: 2009-10
- Coppa di Lega israeliana: 1

Maccabi Tel Aviv: 2010

### Individuale
- Ligat ha'Al MVP: 1

Hapoel Gilboa Galil Elyon: 2009-10